# Campeonato de Australia 1958
Lista de los campeones del Abierto de Australia de 1958:

## Individual masculino
Ashley Cooper (AUS) d. Malcolm Anderson (AUS),  7–5, 6–3, 6–4

## Individual femenino
Angela Mortimer Barrett (GBR) d. Lorraine Coghlan Robinson (AUS), 6–3, 6–4

## Dobles masculino
Ashley Cooper/Neale Fraser (AUS)

## Dobles femenino
Mary Bevis Hawton (AUS)/Thelma Coyne Long (AUS)

## Dobles mixto
Mary Bevis Hawton (AUS)/Bob Howe (AUS)
| Predecesor: 1957                                       | Abierto de Australia 1958 | Sucesor: 1959                         |
| Predecesor: Campeonato nacional de Estados Unidos 1957 | Grand Slam 1958           | Sucesor: Torneo de Roland Garros 1958 |

- Datos: Q550332